# Plac Dworcowy w Skierniewicach
Plac Dworcowy w Skierniewicach – plac położony w centrum przy dworcu kolejowym w Skierniewicach. Plac powstał wraz z budową kolei Warszawsko - Wiedeńskiej w 1845 roku. Gruntowną przebudowę placu przeprowadzono w latach 2010-2012.
Zmieniono nawierzchnię drogową oraz nawierzchnię chodników, którą wykonano z kostki i płyt granitowych. Powstały alejki spacerowe oraz plac został nasadzony roślinnością około 2700 roślin.
Na placu znajduje się fontanna z brązu zaprojektowana przez mieszkańca Skierniewic Dominika Dudka. Plac zabezpieczono stoma słupkami uniemożliwiającymi wjazd samochodów.
Dodatkowo powstał parking na dawnym miejscu dworca autobusowego PKS. Wyburzono budynek poczekalni i kas dworca autobusowego oraz budki handlowe.
Na placu znajduje się przystanek komunikacji miejskiej MZK Skierniewice oraz postój korporacji Taxi. 
Przy placu od strony północnej znajduje się zabytkowy budynek dworca kolejowego wybudowany po roku 1873.
Od strony wschodniej znajduje się Wiadukt łączący dzielnicę Widok, Rawka z centrum Skierniewic.
Na zachodniej części placu znajdują się nowo wybudowane budynki handlowo mieszkalne.
Od placu odbiegają ulice: Dworcowa, Joachima Lelewela, Adama Mickiewicza.
Plac jest jedną z wielu wizytówek miasta Skierniewic.

## Linki zewnętrzne

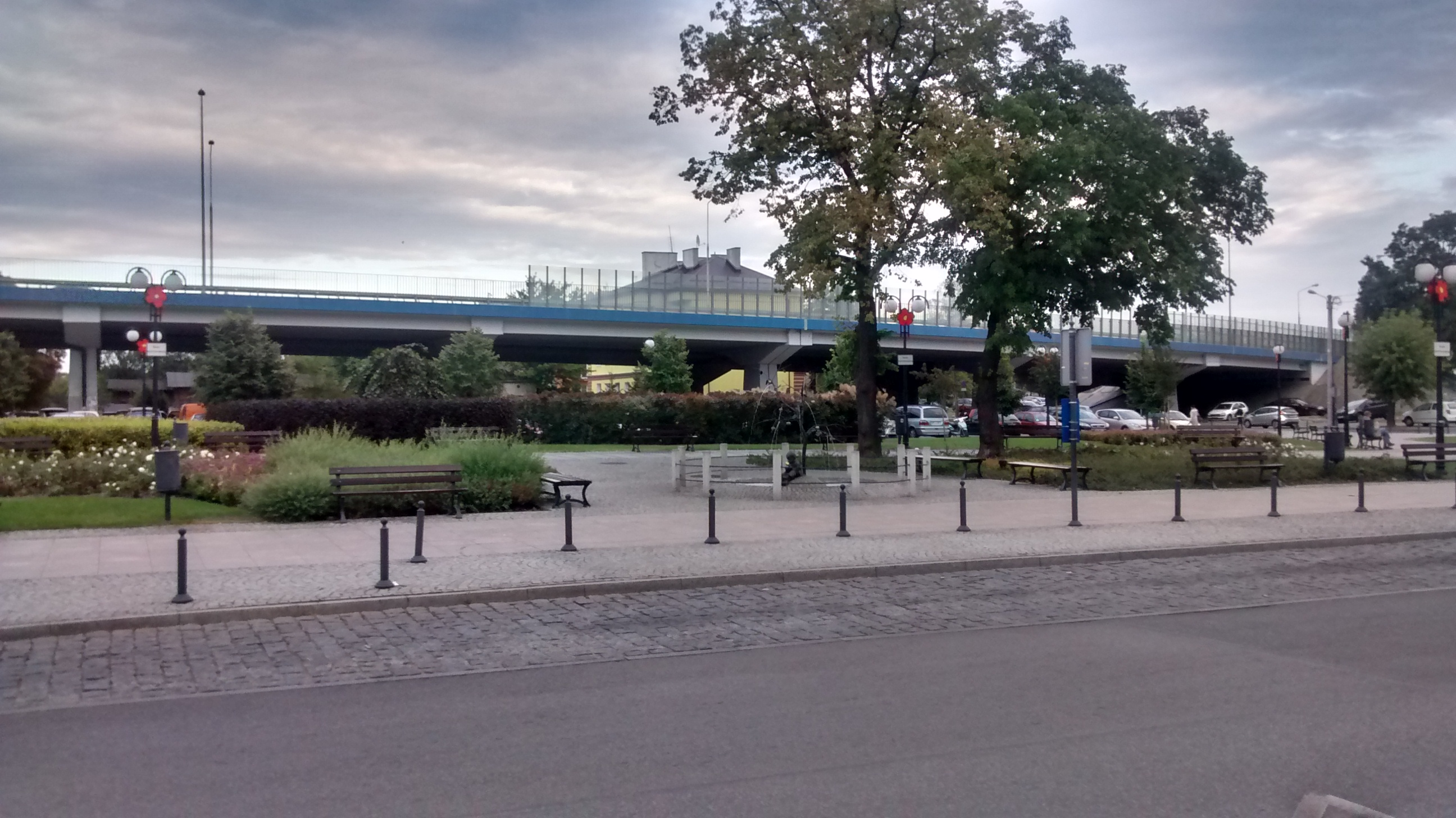
Plac Dworcowy w Skierniewicach